# Mario Černy
Mario Černy (Trnava, 21. prosinca 1977.), slovački majstor borilačkih vještina. Nositelj je 6. Dana u aikidu.

## Životopis
Mario Černy je rođen u Trnavi 21. prosinca 1977. godine. Od 1989. do 1992. godine je vježbao Goju ryu karate. Od 1993. godine vježba aikido. Od 1994. godine vježba školu mačevanja hojo, disciplinu razvijenu u poznatoj školi Kashima Shinden Jikishinkage Ryu. Godine 1996. postao je glavni učitelj Aikido dojoa Trnava, a na čelu je dojoa od 2000. godine. Od 2002. godine je tajnik Tehničkog povjerenstva Slovačke aikido asocijacije (SAA) i pomoćnik tehničkog ravnatelja iste organizacije. Također je odgovorna osoba ispred Slovačke za suradnju s Hombu dojom u Tokyu. 
1. Dan je u aikidu stekao 1998. godine, 2. Dan 2001. godine, 3. Dan 2004. godine, 4. Dan 2008. godine, 5. Dan 2014. godine i 6. Dan 2020. godine. Njegovi učitelji su Masatomi Ikeda i Michele Quaranta. Vodi seminare u Slovačkoj, Češkoj,  Srbiji,  Austriji i Švicarskoj.

## Vanjske povezice
- Aikido Dojo Trnava
- Mario Černy